# Reinhold Stühlmeyer
Reinhold David Stühlmeyer (* 22. Dezember 1934 in Osnabrück; † 9. September 2012 in Kiel) war ein deutscher Beamter, Gewerkschafter, Politiker (SPD) und Schriftsteller.

## Leben
Reinhold Stühlmeyer wurde in Osnabrück (Provinz Hannover) geboren, besuchte die Realschule und absolvierte von 1953 bis 1955 eine Ausbildung zum mittleren Postdienst. 1953 wurde er Mitglied der Deutschen Postgewerkschaft (DPG). Er arbeitete bis 1961 als Postassistent. Daneben studierte er im Abendstudium von 1957 bis 1960 an der Verwaltungs- und Wirtschaftsakademie in Osnabrück mit dem Abschluss des Verwaltungsdiploms. 1976 erhielt er ein Stipendium an der Harvard Business School.
Ab 1961 war er als hauptamtlicher Gewerkschafter bei der Deutschen Postgewerkschaft tätig, zunächst als Bezirkssekretär. 1963 trat er in die SPD ein. 1968 wurde er hauptamtlicher Bezirksvorsitzender der Deutschen Postgewerkschaft für den Bereich der Oberpostdirektion Kiel. 1968 wurde er Mitglied des DPG-Hauptvorstandes und war Mitglied des Landesbezirksvorstandes Schleswig-Holstein des Deutschen Gewerkschaftsbunds. 1989 wurde er in den Geschäftsführenden Vorstand in Frankfurt berufen.
1970 wurde Reinhold Stühlmeyer in die Stadtvertretung von Preetz gewählt. 1979 zog er in der 9. Wahlperiode über die SPD-Landesliste in den Landtag Schleswig-Holsteins ein. Er war Mitglied des Innen- und Rechtsausschusses und gehörte dem Landtag bis 1983 an. Daneben war er Mitglied des Landeswahlausschusses und des Richterwahlausschusses.
Reinhold Stühlmeyer hinterlässt eine Frau und fünf erwachsene Kinder.

## Werke
- Haltestellen. Lyrische Gedichte, Kontroverse Verse, Sinnige Sprüche. Sventana-Verlag, Schellhorn 1996, ISBN 3-927653-07-1.